# Hugh O'Flaherty
Monsenyor Hugh O'Flaherty CBE (28 de febrer de 1898 — 30 d'octubre de 1963) va ésser un sacerdot catòlic irlandès que va salvar prop de 4000 soldats aliats i jueus a Roma durant la Segona Guerra Mundial. Es va guanyar el sobrenom de "La Pimpinela del Vaticà" (Per la Pimpinela Escarlata).

## Abans de la Segona Guerra Mundial
Hugh O'Flaherty va néixer a Cahersiveen, County Kerry, Irlanda i va estudiar teologia en el seminari de Killarney. Va ser enviat a Roma per acabar els seus estudis el 1922 i va ser ordenat sacerdot el 20 de desembre de 1925. Va romandre treballant per a la Santa Seu.
O'Flaherty va treballar com a diplomàtic del Vaticà a Egipte, Haití, Santo Domingo i Txecoslovàquia. El 1934 O'Flaherty va rebre el títol de Monsenyor. A més dels seus deures com a sacerdot era un jugador amateur de golf, i fins i tot va guanyar alguns campionats amateur.

## Durant la Segona Guerra Mundial
En els primers anys de la Segona Guerra Mundial, O'Flaherty va visitar els camps de presoners de guerra a Itàlia tractant de buscar presoners que havien estat reportats com a desapareguts en acció. Si els trobava amb vida tractava d'avisar a les seves famílies a través de la Ràdio del Vaticà.
Quan Itàlia va canviar de bàndol el 1943, milers de presoners de guerra britànics van ser alliberats. Alguns d'ells, mitjançant les visites d'O'Flaherty, van aconseguir comunicar-se amb ell a Roma i li van demanar ajuda. Delia Murphy, esposa de l'ambaixador irlandès a Roma (l'única ambaixada de parla anglesa que quedava a Roma) i en els seus temps una coneguda cantant de balades, va ser una de les persones que van ajudar a O'Flaherty.
O'Flaherty no va esperar permís dels seus superiors. Va aconseguir l'ajuda d'altres sacerdots, dos agents que treballaven per a la França lliure i fins i tot comunistes i un comptable suís. Un dels seus aliats va ser el Coronel Britànic Sam Derry. També va mantenir contacte amb Sir D'Arcy Osborne, ambaixador britànic al Vaticà. O'Flaherty i els seus aliats van aconseguir amagar 4000 soldats aliats i jueus en apartaments, cases de pagès i convents. Un dels amagatalls era un local al costat d'una caserna de la SS. O'Flaherty va coordinar tot això, i va arribar, fins i tot, a fer servir disfresses per moure's fora del Vaticà.

## Després de la Segona Guerra Mundial
Després de la guerra O'Flaherty va rebre diversos premis, incloent-hi el de Comendador de l'Ordre de l'Imperi Britànic (CBE) i la "Medalla Presidencial per la Llibertat" dels Estats Units (O.S. Medal of Freedom) amb Palmes Platejades (Silver Palm). Va refusar la pensió vitalícia que Itàlia li va concedir. El 1960 va sofrir un infart durant una missa i es va veure forçat a retornar a Irlanda. Va anar a viure a Cahersiveen amb la seva germana.
Hugh O'Flaherty va morir el 20 d'octubre de 1963. Va ser sepultat en el cementiri "Daniel O'Connell Memorial Church" de Cahersiveen.

## Dramatització
O'Flaherty va ser immortalitzat per la pel·lícula per a televisió de 1983 titulada "The Scarlet and the Black", on va ser interpretat per Gregory Peck.